# Villa Cronenberg
Die Villa Cronenberg in der Heidelberger Landstraße 28 ist ein Bauwerk in Darmstadt-Eberstadt, die aus architektonischen, baukünstlerischen und stadtgeschichtlichen Gründen als Kulturdenkmal eingestuft wurde.

## Geschichte und Beschreibung
Die Villa Cronenberg wurde in den Jahren 1904 und 1905 nach Plänen des Frankfurter Architekten Wilhelm Maus erbaut. Stilistisch gehört die Villa zur heimatlichen Bauweise. Das relativ schlichte, hohe Landhaus hat ein biberschwanzgedecktes Satteldach mit einer großen Loggia und einem Balkon auf der Ostseite.
Das Haus steht auf einem Sockel aus Bruchsteinen. Der Giebel ist mit Fachwerk verziert. Die Einfriedung aus Bruchstein mit einem schmiedeeisernen Zaun wurde nach historischem Vorbild rekonstruiert.
Eine Vignette auf der Westfassade dokumentiert den Namen Villa Cronenberg.